# Grafmonument van Gerardus Frederik Westerman
Het grafmonument van Gerardus Frederik Westerman op begraafplaats De Nieuwe Ooster in de Nederlandse stad Amsterdam is een rijksmonument.

## Achtergrond
Gerardus Frederik Westerman (1807-1890) was medeoprichter en eerste directeur van Artis. Het grafmonument is ontworpen door architect Jaap Klinkhamer. Het werd in 1891 geplaatst op de (Oude) Oosterbegraafplaats en later overgebracht naar de Nieuwe Oosterbegraafplaats.

## Beschrijving
Aan het hoofdeind van het monument is een pedestal opgericht, geflankeerd door geornamenteerde zuilen. Het wordt gekroond door een halfrond fronton waarop in reliëf het portretmedaillon van Westerman is aangebracht.  Op de natuurstenen graftombe ligt een bronzen hond, naar een ontwerp van beeldhouwer J.J.F. Verdonck, schoonzoon van de overledene. 
Rond het graf staat op een natuurstenen plint een smeedijzeren hekwerk, met gebeeldhouwde consoles bij de hoekpijlers.

## Waardering
Het grafmonument (klasse 1, vak 36, nrs. 12 t/m 15) werd in 2004 in het Monumentenregister opgenomen vanwege het "belang wegens cultuur- en funerair-historische waarde."